# Wye with Hinxhill
Wye with Hinxhill est une paroisse civile dans le district d'Ashford, avec une population de 2 384 habitants, située au nord-est d'Ashford dans le comté du Kent, en Angleterre.

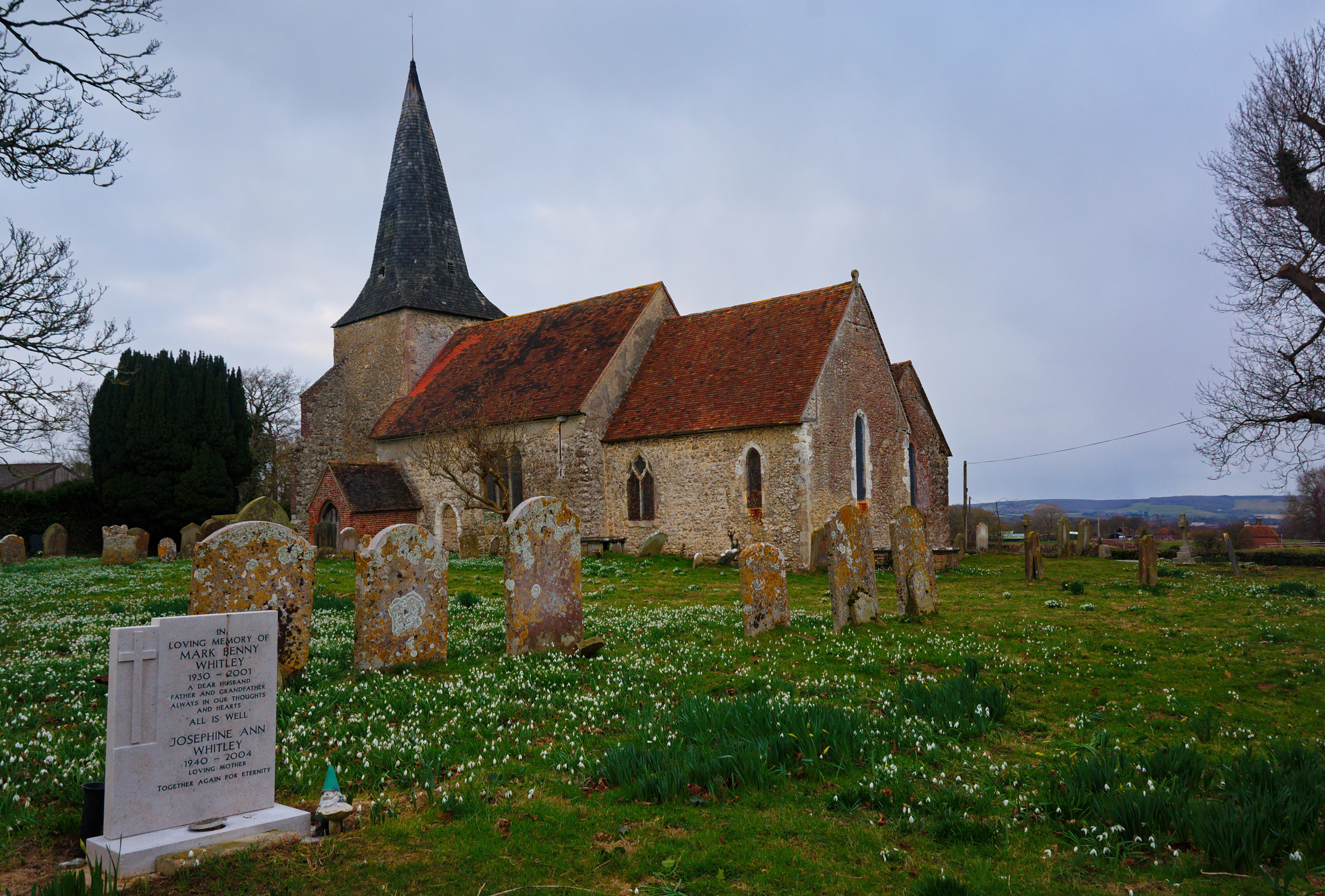
Église Sainte-Marie à Hinxhill

La paroisse comprend les villages de Wye et Hinxhill.